# Qatar ai Giochi della XXIX Olimpiade
Il Qatar ha partecipato ai Giochi della XXIX Olimpiade di Pechino, svoltisi dall'8 al 24 agosto 2008, con una delegazione di 20 atleti.

## Atletica leggera
| Gara           | Atleta                  | Batterie    | Batterie | Quarti       | Quarti       | Semifinali | Semifinali | Finale  | Finale |
| Gara           | Atleta                  | Tempo       | Pos.     | Tempo        | Pos.         | Tempo      | Pos.       | Tempo   | Pos.   |
| -------------- | ----------------------- | ----------- | -------- | ------------ | ------------ | ---------- | ---------- | ------- | ------ |
| 100 m          | Samuel Francis          | 10"40       | 1        | 10"11        | 4            | 10"20      | 8          |         |        |
| 200 m          | Samuel Francis          | non partito | -        |              |              |            |            |         |        |
| 1500 m         | Daham Najim Bashir      |             |          | 3'36"05      | 3            | 3'37"77    | 7          | 3'37"68 | 10     |
| 1500 m         | Kamal Thamer Ali        |             |          | 3'41"08      | 7            |            |            |         |        |
| 5000 m         | Sultan Khamis Zaman     |             |          |              |              | 13'53"38   | 12         |         |        |
| 5000 m         | James Kwalia C'Kurui    |             |          | 13'39"96     | 2            | 13'23"48   | 8          |         |        |
| 110 m ostacoli | Mohamed Issa Al-Thawadi | 13"64       | 5        | squalificato | squalificato |            |            |         |        |
| 3000 siepi     | Abubaker Ali Kamal      |             |          |              |              | 8'21"25    | 4          | 8'16"59 | 8      |

| Gara     | Atleta                | Tempo        | Posizione    |
| -------- | --------------------- | ------------ | ------------ |
| 10000 m  | Ahmad Hassan Abdullah | 27'23"75     | 8            |
| 10000 m  | Essa Ismail Rashed    | 27'58"67     | 20           |
| 10000 m  | Felix Kikwai Kibore   | 28'11"92     | 22           |
| Maratona | Yousf Othman Qader    | 2h 28'40"    | 64           |
| Maratona | Mubarak Hassan Shami  | non concluso | non concluso |

| Gara             | Atleta                      | Qualificazioni | Qualificazioni | Finale  | Finale |
| Gara             | Atleta                      | Misura         | Pos.           | Misura  | Pos.   |
| ---------------- | --------------------------- | -------------- | -------------- | ------- | ------ |
| Salto triplo     | Ibrahim Mohamdein Aboubaker | 16,03 m        | 31             |         |        |
| Lancio del disco | Rashid Shafi Al-Dosari      | 63,83 m        | 9              | 62,55 m | 10     |

## Nuoto
| Gara       | Atleta                   | Batterie | Batterie | Semifinali | Semifinali | Finale | Finale |
| Gara       | Atleta                   | Tempo    | Pos.     | Tempo      | Pos.       | Tempo  | Pos.   |
| ---------- | ------------------------ | -------- | -------- | ---------- | ---------- | ------ | ------ |
| 100 m rana | Osama Mohammed Ye Alarag | 1'10"83  | 61       |            |            |        |        |

## Scherma
| Gara              | Atleta           | Turno 1                              | Sedicesimi | Ottavi | Quarti | Semifinali | Finale |
| ----------------- | ---------------- | ------------------------------------ | ---------- | ------ | ------ | ---------- | ------ |
| Spada individuale | Khalid Al-Hamadi | Choi Byung-Chul (Corea del Sud) 3-15 |            |        |        |            |        |

## Taekwondo
| Gara  | Atleta                   | Tabellone principale             | Tabellone principale | Tabellone principale | Tabellone principale | Ripescaggi | Ripescaggi |
| Gara  | Atleta                   | Ottavi                           | Quarti               | Semifinali           | Finale               | Semifinali | Finale     |
| ----- | ------------------------ | -------------------------------- | -------------------- | -------------------- | -------------------- | ---------- | ---------- |
| 80 kg | Abdulqader Hikmat Sarhan | Rashad Ahmadov (Azerbaigian) 0-5 |                      |                      |                      |            |            |

## Tiro
| Gara  | Atleta            | Qualificazioni | Qualificazioni | Finale    | Finale       | Finale |
| Gara  | Atleta            | Punteggio      | Pos.           | Punteggio | Punt. totale | Pos.   |
| ----- | ----------------- | -------------- | -------------- | --------- | ------------ | ------ |
| Skeet | Nasser Al-Attiyah | 117            | 15             |           |              |        |
| Skeet | Rashid Hamad      | 106            | 37             |           |              |        |

## Tiro con l'arco
| Gara                 | Atleta    | Turno di qualificazione | Turno di qualificazione | Turno 1                              | Turno 2 | Ottavi | Quarti | Semifinali | Finale |
| Gara                 | Atleta    | Punteggio               | Pos.                    | Turno 1                              | Turno 2 | Ottavi | Quarti | Semifinali | Finale |
| -------------------- | --------- | ----------------------- | ----------------------- | ------------------------------------ | ------- | ------ | ------ | ---------- | ------ |
| Individuale maschile | Ali Salem | 627                     | 57                      | Im Dong-Hyun (Corea del Sud) 103-108 |         |        |        |            |        |